# Karl Hagström (politiker)
Karl Gerhard Hagström, född den 19 april 1941, död den 2 augusti 2018 i Jäderfors, Ovansjö distrikt, var  en svensk ombudsman och socialdemokratisk politiker, som mellan 1988 och 1998 var riksdagsledamot för Gävleborgs läns valkrets.
Hagström är begravd på Gamla kyrkogården i Sandviken.